# VIA Eden
VIA Technologies bezeichnet mit VIA Eden eine Serie von PC-Prozessoren, die passiv gekühlt werden und auf einer x86 Architektur aufbauen. Dabei wird zwischen VIA Eden ESP, VIA Eden-N, VIA Eden ULV und VIA Eden unterschieden. Die Unterschiede sind beim Package (EBGA, NanoBGA oder NanoBGA2) und beim verwendeten Prozessorkern. Die ersten VIA-Eden-ESP-CPUs basieren auf dem VIA-C3-Prozessor mit Samuel-2- oder Nehemiah-Kern, die VIA Eden-N basieren ebenfalls auf dem VIA C3 mit „Nehemiah+“-Kern, während die VIA Eden ULV und VIA Eden auf dem VIA C7 mit Esther-Kern basieren. Deswegen unterscheiden sich die Modelle auch in den verfügbaren Instruktionserweiterung (z. B. 3DNow! oder SSE2), ihrer Leistungsfähigkeit und im Stromverbrauch. Generell sind die Spannungen bei den Eden-CPUs geringer als bei ihren C3- oder C7-Pendants.

## Modelldaten

### Samuel 2

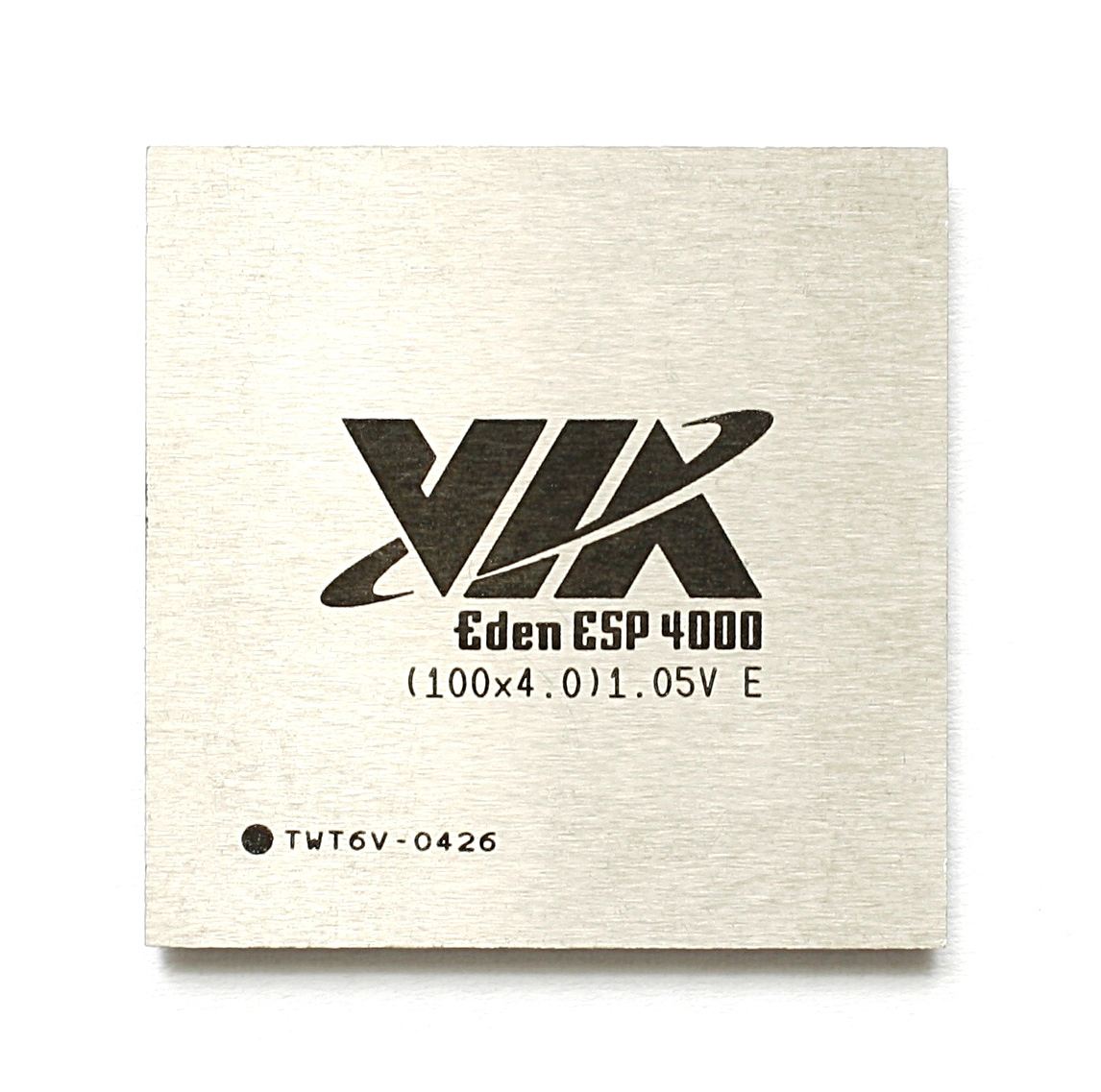
VIA Eden ESP 4000.

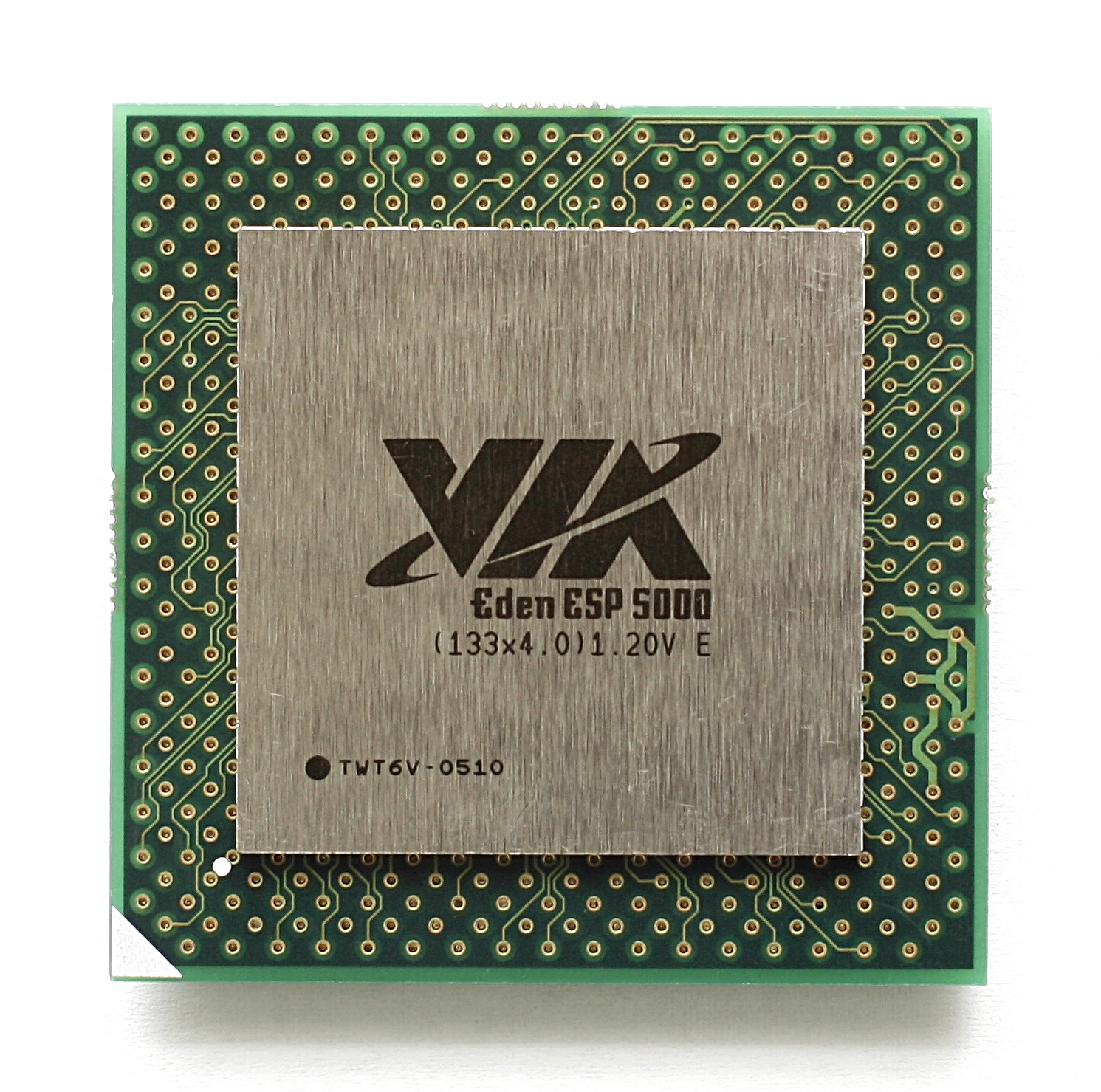
VIA Eden ESP 5000.

- Codename: C5B
- L1-Cache: 64 + 64 kB (Daten + Instruktionen)
- L2-Cache: 64 KB mit Prozessortakt
- MMX, 3DNow!, LongHaul!
- EBGA-Package (basierend auf Sockel 370), GTL+ mit 66, 100 und 133 MHz Front Side Bus
- Betriebsspannung (VCore): 1,05 V (1,20 V bei 500 und 600 MHz)
- Leistungsaufnahme (TDP): max. 3,2 W (Maximalleistung: max. 6 W)
- Erscheinungsdatum:
- Fertigungstechnik: 0,15 µm bei TSMC
- Die-Größe: 52 mm² bei 15,2 Millionen Transistoren
- Taktraten: 300 bis 600 MHz
  - Eden ESP 3000: 300 MHz (4,5 × 66 MHz)
  - Eden ESP 4000: 400 MHz (4,0 × 100 MHz)
  - Eden ESP 5000: 533 MHz (4,0 × 133 MHz)
  - Eden ESP 6000: 600 MHz (4,5 × 133 MHz)

### Nehemiah

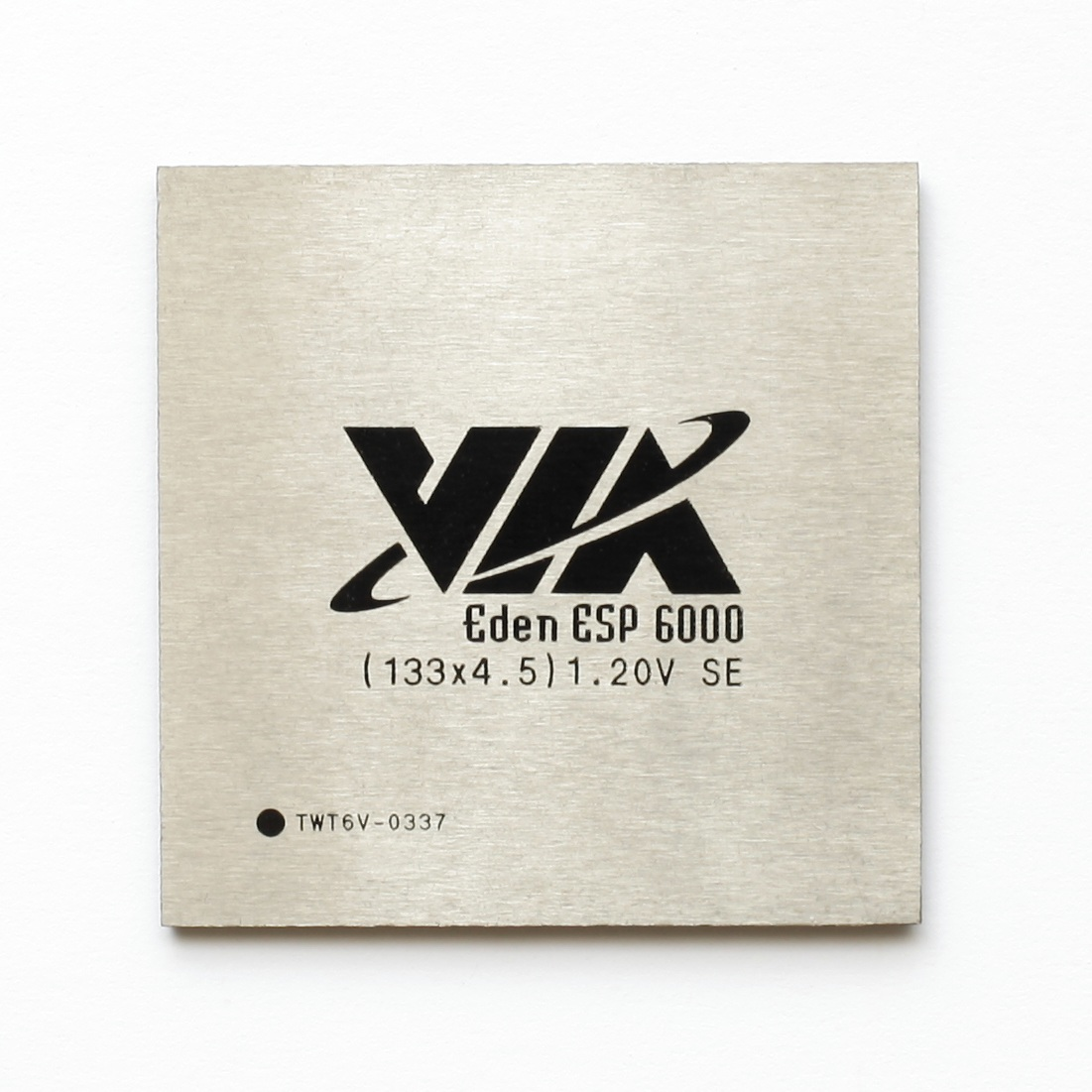
VIA Eden ESP 6000.

- Codename: C5XL
- L1-Cache: 64 + 64 kB (Daten + Instruktionen)
- L2-Cache: 64 KB mit Prozessortakt
- MMX, SSE, LongHaul!, PadLock-Engine (1× RNG)
- EBGA-Package (basierend auf Sockel 370), AGTL+ mit 133 MHz Front Side Bus
- Betriebsspannung (VCore): 1,05 V
- Leistungsaufnahme (TDP): max. 6,05 W (Maximalleistung: max. 7 W)
- Erscheinungsdatum:
- Fertigungstechnik: 0,13 µm bei TSMC
- Die-Größe: 52 mm² bei 20,5 Millionen Transistoren
- Taktraten: 667 bis 1.000 MHz
  - Eden ESP 6000: 667 MHz (5,0 × 133 MHz)
  - Eden ESP 7000: 733 MHz (5,5 × 133 MHz)
  - Eden ESP 8000: 800 MHz (6,0 × 133 MHz)
  - Eden ESP 10000: 1.000 MHz (7,5 × 133 MHz)
  - Eden ESP ?????: 1.000 MHz (5 × 200 MHz)

### Nehemiah+

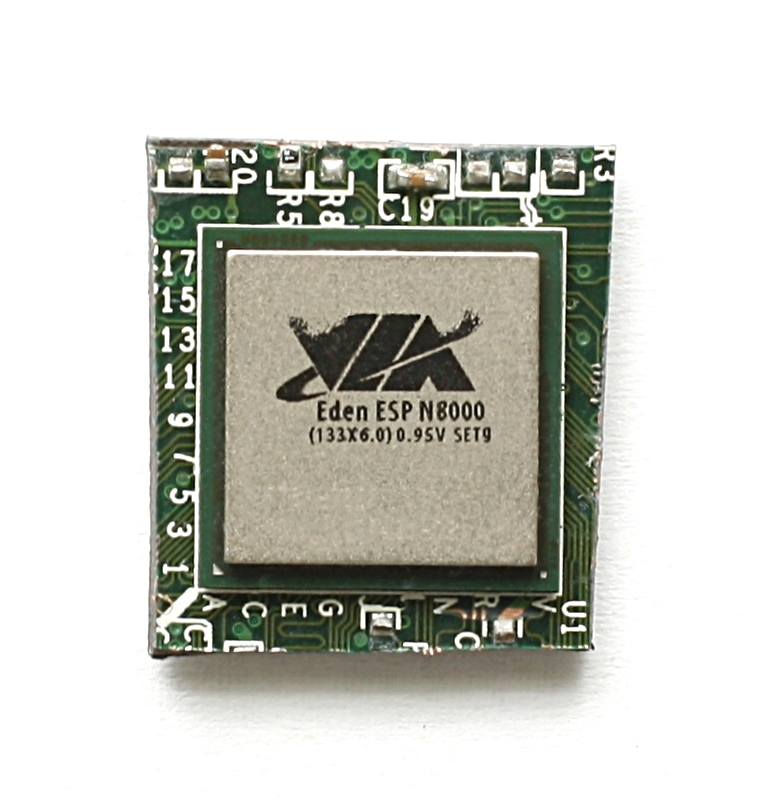
VIA Eden-N 8000.

- Codename: C5P
- L1-Cache: 64 + 64 kB (Daten + Instruktionen)
- L2-Cache: 64 KB mit Prozessortakt
- MMX, SSE, LongHaul!, PadLock-Engine (2× RNG, 1× ACE), SMP
- NanoBGA-Package (basierend auf Sockel 370), AGTL+ mit 133 und 200 MHz Front Side Bus
- Betriebsspannung (VCore): 1,05 V
- Leistungsaufnahme (TDP): max. 6,05 W (Maximalleistung: max. 7 W)
- Erscheinungsdatum:
- Fertigungstechnik: 0,13 µm bei TSMC
- Die-Größe: 47 mm² bei 20,4 Millionen Transistoren
- Taktraten: 533 bis 1.000 MHz
  - Eden-N 5000: 533 MHz (4,0 × 133 MHz)
  - Eden-N 8000: 800 MHz (6,0 × 133 MHz)
  - Eden-N 10000: 1.000 MHz (7,5 × 133 MHz)

### Esther
- Codename: C5J
- L1-Cache: 64 + 64 kB (Daten + Instruktionen)
- L2-Cache: 128 KB mit Prozessortakt
- MMX, SSE, SSE2, SSE3, PowerSaver 4.0, NX-Bit, PadLock-Engine (2× RNG, 1× ACE), SMP
- NanoBGA2-Package (basierend auf Sockel 479), V4-Bus mit 100 MHz Front Side Bus (quadpumped, FSB400)
- Betriebsspannung (VCore): 0,8 V
- Leistungsaufnahme (TDP): 7,0 W
- Erscheinungsdatum:
- Fertigungstechnik: 0,09 µm (SOI) bei IBM
- Die-Größe: 30 mm² bei 26,2 Millionen Transistoren
- Taktraten: 400 bis 1.500 MHz
  - Eden 4000: 400 MHz (4,0 × 100 MHz)
  - Eden 5000: 500 MHz (5,0 × 100 MHz)
  - Eden 6000: 600 MHz (6,0 × 100 MHz)
  - Eden 8000: 800 MHz (8,0 × 100 MHz)
  - Eden 10000: 1.000 MHz (10,0 × 100 MHz)
  - Eden 12000: 1.200 MHz (12,0 × 100 MHz)
  - Eden ULV: 500 MHz, 1.000 MHz und 1.500 MHz